# Кастилья-ла-Вьеха

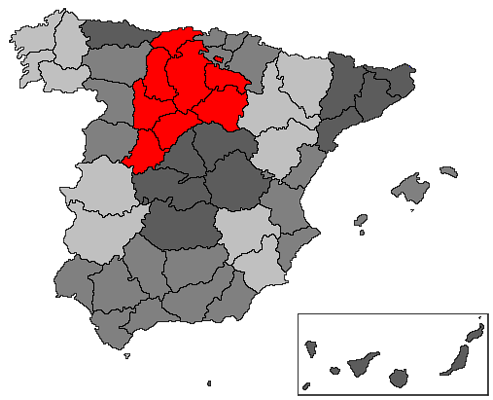
Исторический регион Кастилья-ла-Вьеха в 1833—1850 годах

Кастилья-ла-Вьеха (исп. Castilla la Vieja, «Старая Кастилия») — историческая область в Испании.
В IX веке в центральной и северной частях Пиренейского полуострова сформировалось королевство Кастилия. Впоследствии оно стало разрастаться (как путём династических браков, так и путём завоеваний), и в результате в состав земель кастильской короны попала значительная часть полуострова.
В XVIII веке король Карл III образовал в составе Испании королевство Старая Кастилия на территории современных провинций Бургос, Сория, Сеговия, Авила, Вальядолид и Паленсия. В конституции 1812 года Кастилья-ла-Вьеха была перечислена как одна из составных частей Испании. В 1833 году, в рамках построения централизованного государства, королевским декретом Испания была разделена на 49 провинций, которые были сгруппированы по «историческим регионам» (не имевшим, впрочем, никакого формально-юридического статуса). В соответствии с этим указом был создан исторический регион Кастилья-ла-Вьеха, состоявший из указанных провинций, а также провинций Логронья и Сантандер. В 1850 году Вальядолид и Паленсия были переданы в состав исторического региона Леон. С той поры в атласах и энциклопедиях под термином «Старая Кастилия» понимался именно район, занимаемый провинциями Бургос, Сория, Сеговия, Авила, Логронья и Сантандер.
В 1983 году исторический регион Кастилья-ла-Вьеха был объединён с историческим регионом Леон в автономное сообщество Кастилия и Леон, но из него выделены два автономного сообщества: провинция Логроньо — в Риоху, провинция Сантандер — в Кантабрию.